# Neope marumoi
Neope marumoi är en fjärilsart som beskrevs av Teiso Esaki 1929. Neope marumoi ingår i släktet Neope och familjen praktfjärilar. Inga underarter finns listade i Catalogue of Life.